# 小川芳樹
小川 芳樹（おがわ よしき、1902年（明治35年）3月29日 - 1959年（昭和34年）3月27日）は、昭和期の冶金学者・金属工学者。東京府（現：東京都）出身。

## 来歴
旧制京都府立京都第一中学校、旧制第三高等学校を経て、1925年に東京帝国大学工学部冶金学科を卒業後、東北帝国大学工学部金属工学科の助教授となる。1934年に論文「亜鉛精錬の基礎的研究」によって工学博士を授与される。
1937年に九州帝国大学、1942年には東京帝国大学の工学部冶金学科教授を務めた。戦後は早稲田大学などでも教えたほか、日本の原子力の平和利用を推進し、1957年には東京大学工学部に原子力講座を開設するのに尽力した。また、日本金属会会長・原子燃料公社顧問・日本原子力委員会核燃料専門部会長などを務めた。在任中に没。墓所は文京区十方寺。

## 家族
父小川琢治（地質学者・地理学者）と母小雪の長男で、弟に東洋史学者の貝塚茂樹（次男）、物理学者で日本人初のノーベル賞受賞者（物理学賞）の湯川秀樹（三男）、中国文学者の小川環樹（四男）がいる。「小川兄弟」は著名な学者として知られた。なお、五男小川滋樹（ますき）は第二次世界大戦で戦病死している。